# Zenon Laskowik
Zenon Laskowik (ur. 26 marca 1945 w Rekściu) – polski satyryk, aktor i artysta kabaretowy, współtwórca kabaretu „Tey”. 

## Życiorys
Jego rodzicami byli Józef (1912–2001) oraz Maria Laskowik (1921–1999). Rodzice artysty po II wojnie światowej jako repatrianci osiedlili się w Międzyrzeczu, gdzie uczęszczał do szkoły podstawowej.
Ukończył Liceum Ogólnokształcące im. Heliodora Święcickiego w Międzyrzeczu. Absolwent Akademii Wychowania Fizycznego w Poznaniu.
W trakcie studiów stworzył kabaret „Klops”, był również kierownikiem radiowęzła. W 1970 razem z Krzysztofem Jaślarem założył kabaret „Tey”. Przez wiele lat występował w duecie najpierw z Januszem Rewińskim, a następnie Bohdanem Smoleniem. Na Festiwalu w Opolu w 1980 wraz z kabaretem przedstawił minispektakl „S tyłu sklepu”, który stał się symbolem kabaretu „Tey”. Na początku lat 90. wycofał się z życia estradowego i został listonoszem w Poznaniu.
18 listopada 2003 powrócił na estradę. W tym dniu odbyła się premiera pierwszego spektaklu kabaretowego przygotowanego przez Platformę Artystyczną O.B.O.R.A. pt. „Niespodziewane powroty, czyli twórzmy klimacik”. Powrót Laskowika na scenę kabaretową spotkał się z dobrym przyjęciem publiczności. Drugi program przygotowany na scenie Platformy Artystycznej O.B.O.R.A. nosił tytuł „O'Pyra za 3 grosze plus VAT”.
W latach 2005–2009 dyrektor artystyczny Platformy Artystycznej O.B.O.R.A.
Użyczył również swojego głosu jednemu z bohaterów filmu animowanego „Mój brat niedźwiedź” (2003) – w polskiej wersji językowej (łoś Tuke).
Do czerwca 2010 występował na scenie odnowionego kino-teatru Apollo, gdzie w Kabareciarni Laskowika prezentował program Co się dzieje, co się dzieje... 3 lipca 2009 wystąpił na XI Mazurskiej Nocy Kabaretowej w Mrągowie, gdzie zaprezentował trzy skecze, w tym typowy dla niego monolog przez telefon.
Po doskonałym przyjęciu wspólnego koncertu „Filharmonii Dowcipu” Waldemara Malickiego i „Kabareciarni” Zenona Laskowika obaj artyści postanowili zorganizować cykl koncertów dla TVP, gdzie znalazły się zarówno tradycyjne skecze „Filharmonii Dowcipu” jak i najnowsze skecze Zenona Laskowika i Jacka Fedorowicza. Kontynuacją tego cyklu była trasa koncertowa Laskowika i Fedorowicza zrealizowana z nowym programem w 2009.
Od listopada 2013 występuje na scenie Teatru Polskiego w Poznaniu raz w miesiącu prezentuje swój program „W blasku jubileuszu”. 28 września 2015 r. w poznańskim Teatrze Muzycznym odbyła się premiera programu „Będą zmiany...”. Przez lata również na scenach w Polsce i za granicą.
W 2025 roku ogłosił zakończenie działalności artystycznej. Pożegnalny benefis artysty ma odbyć się jesienią tego roku.

## Filmografia
- Słodkie oczy (1979) jako inżynier Zdzisław Mrozek, kolega Kowala z Instytutu
- Filip z konopi (1981) jako jeden z monterów telefonów

## Dyskografia
- Z tyłu sklepu czyli benefis Zenona Laskowika (1980, Polskie Nagrania Muza)[5]

## Dubbing
- Mój brat niedźwiedź (2003) jako łoś Tuke

## Nagrody i odznaczenia
- 2014: Krzyż Kawalerski Orderu Odrodzenia Polski[6]
- 2011: Laureat (razem z Waldemarem Malickim) Telekamery Tele Tygodnia w kategorii Rozrywka – osobowość
- 2010: Grand Prix Krajowego Festiwalu Piosenki Polskiej w Opolu
- 2010: Laureat Super Wiktora 2009.
- 2009: Nagroda za całokształt twórczości na X Festiwalu Dobrego Humoru w Gdańsku.
- 26 maja 2009 z rąk sekretarza stanu w MKiDN Piotra Żuchowskiego odebrał Srebrny Medal „Zasłużony Kulturze Gloria Artis”[7].